# Miriam Stevenson
Miriam Jacqueline Stevenson (Winnsboro, 4 de julho de 1933) é uma rainha da beleza norte-americana, vencedora do Miss Universo 1954.
Ela foi a primeira representante dos Estados Unidos a conquistar o título universal.
Em novembro de 2008 o Columbia Star reportou: "ela foi nossa heroína nos anos 50".

## Biografia
Seu pai se chamava Leonard O. Stevenson e ela tinha três irmãos e com eles cresceu numa fazenda que produzia leite perto de Winnsboro, na Carolina do Sul. No ensino médio, ela jogava bola, era líder de torcida e cantava no coral da escola, reportou o Columbia Star.
Um texto do Charlotte Observer de junho de 1956 reportava que ela havia sido "criada como uma presbiteriana convicta".

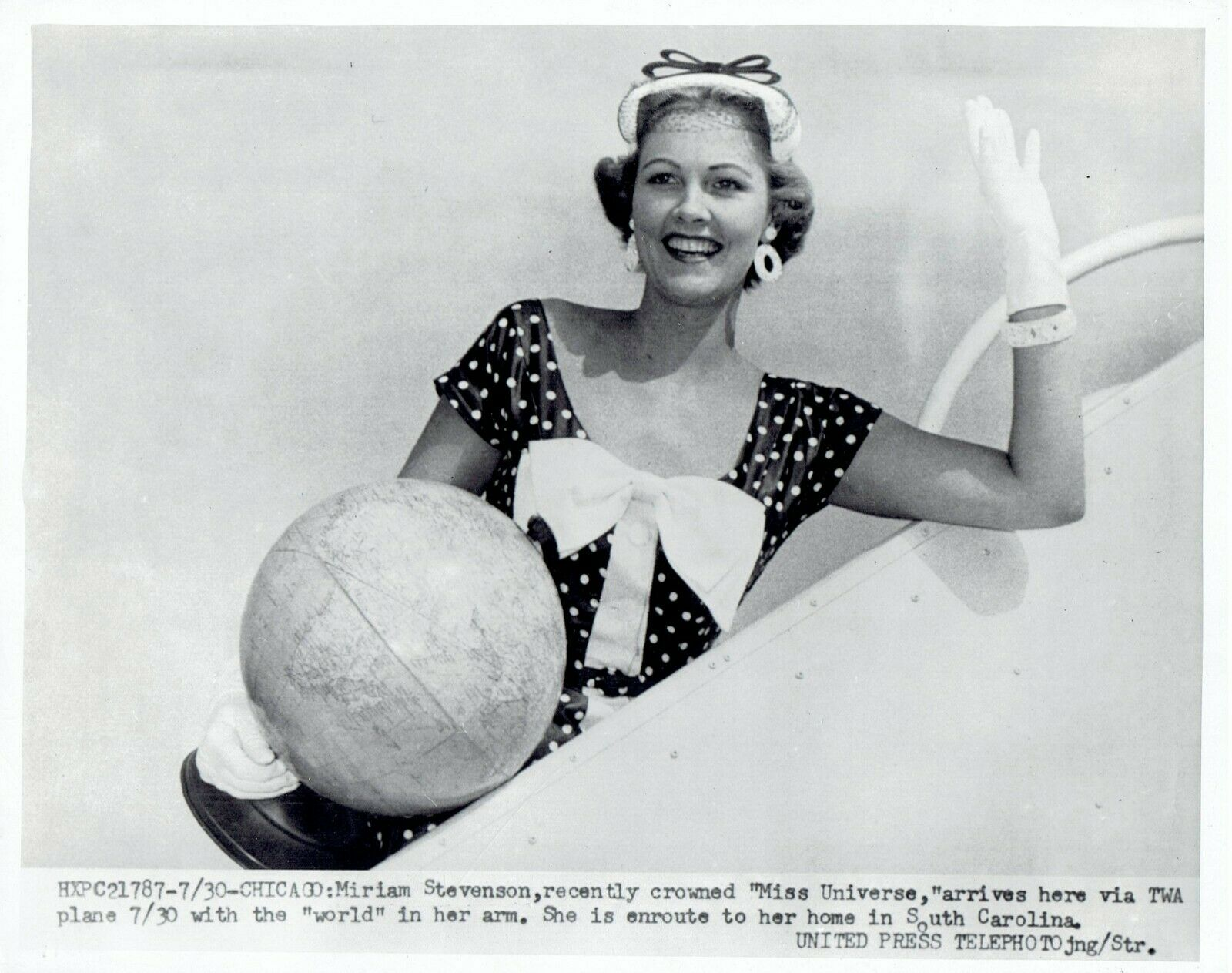
Miriam Stevenson

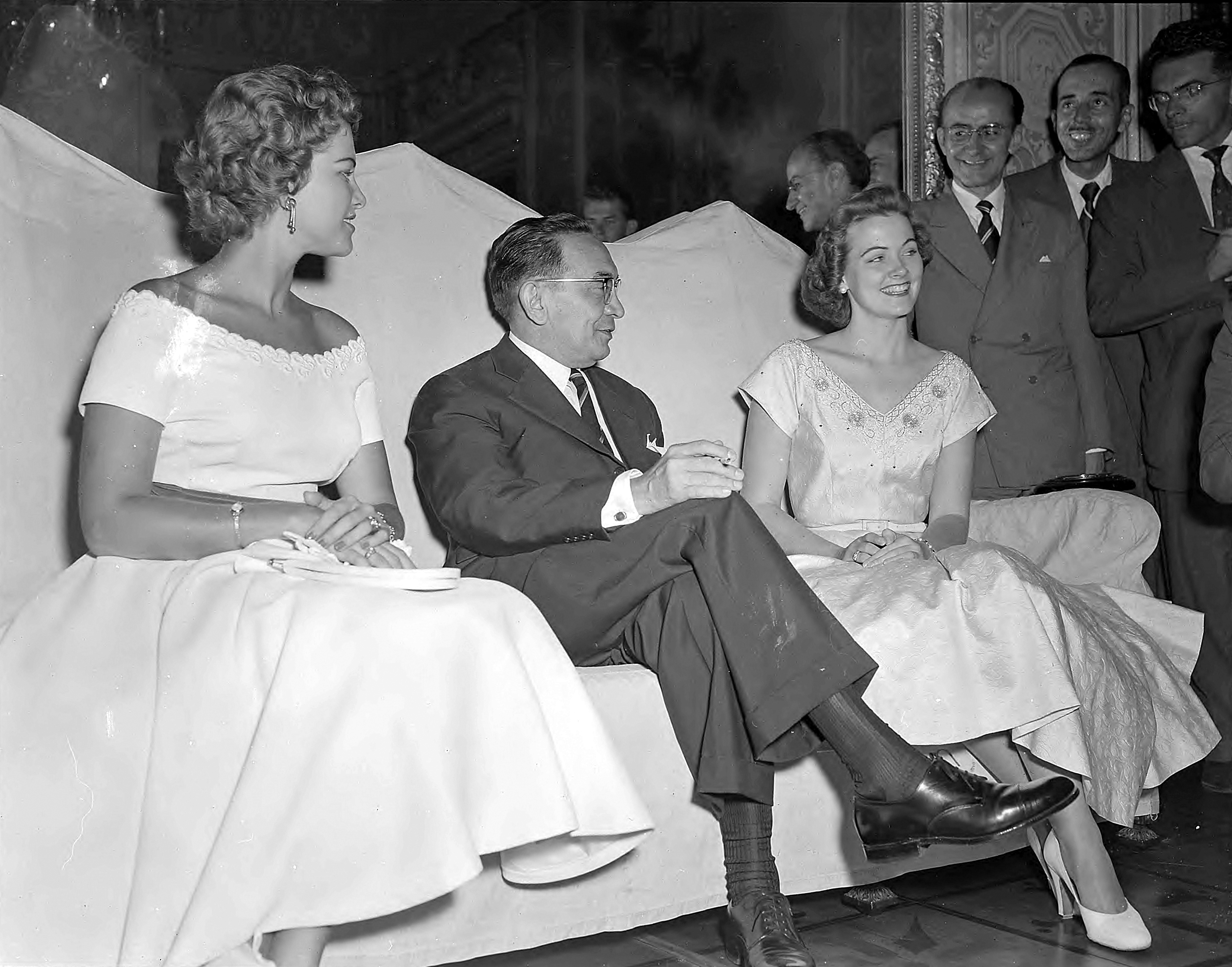
Café Filho recebe Martha Rocha e Miriam Stevenson

## Concursos de beleza

### Miss América e Miss EUA
Segundo o Columbia Star, ela foi  Miss Greenwood e depois venceu o Miss Carolina do Sul 1953, o que a levou ao concurso de Miss América, no qual foi semifinalista. Meses depois, ela venceu o Miss EUA1954, o que lhe deu o direito de participar do Miss Universo.

### Miss Universo 1954
Em 1954 ela venceu o Miss Universo, derrotando outras 32 concorrentes e deixando como vice a brasileira Martha Rocha. "Stevenson tinha cabelos loiros, olhos azuis e media 1,50m de altura e pesava 55kg. Sua vitória sobre a brasileira Martha Rocha foi memorável porque houve um empate entre as duas. A Catalina [marca de maiôs] era a principal patrocinadora do concurso e o julgamento final resumia-se a quem tinha a melhor figura. Rocha ganhou o carro que Stevenson havia recebido em seu pacote de prêmios como consolo", escreveu o Columbia Star em 2008.

### No ideário brasileiro
No Brasil, a vitória de Miriam ficou famosa com uma anedota sobre Martha ter duas polegadas a mais nos quadris.

## Vida posterior
Carreira na TV

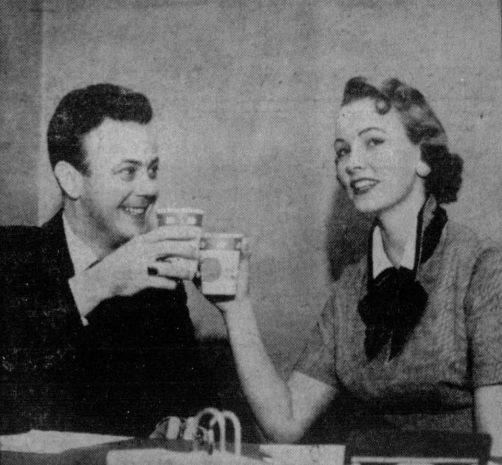
Miriam com o marido, Donald Upton

Após uma temporada de um ano no Universal Studios, graças ao contrato que havia recebido como prêmio pelo título de Miss Universo, Miriam retornou ao seu estado natal da Carolina do Sul para terminar os estudos no Lander College. Sobre sua volta para casa, ela disse: "quando me decidi, tive certeza de que estava certa. Às vezes as decisões são difíceis de tomar, mas uma vez que decido algo, tenho certeza", reportou o Charlotte Observer de junho de 1956.
Depois dos estudos, dedicou-se a uma carreira de apresentadora de televisão na filial local de rede CBS, a  WIS TV, e esteve ativa na televisão até os anos 70, como modelo de comerciais de TV, apresentadora e jurada de concursos de beleza.
Em 2011, ao se completarem 60 anos do Miss EUA, ela e outras 31 Miss EUA se reuniram e foram fotografadas para a revista Time, com Miriam dizendo: "às vezes eu me sentia tentando viver com isso, porque você não quer ser vista apenas como a rainha da beleza. As pessoas só se lembram de mim por ser Miss EUA e Miss Universo mesmo todos esses anos depois". 

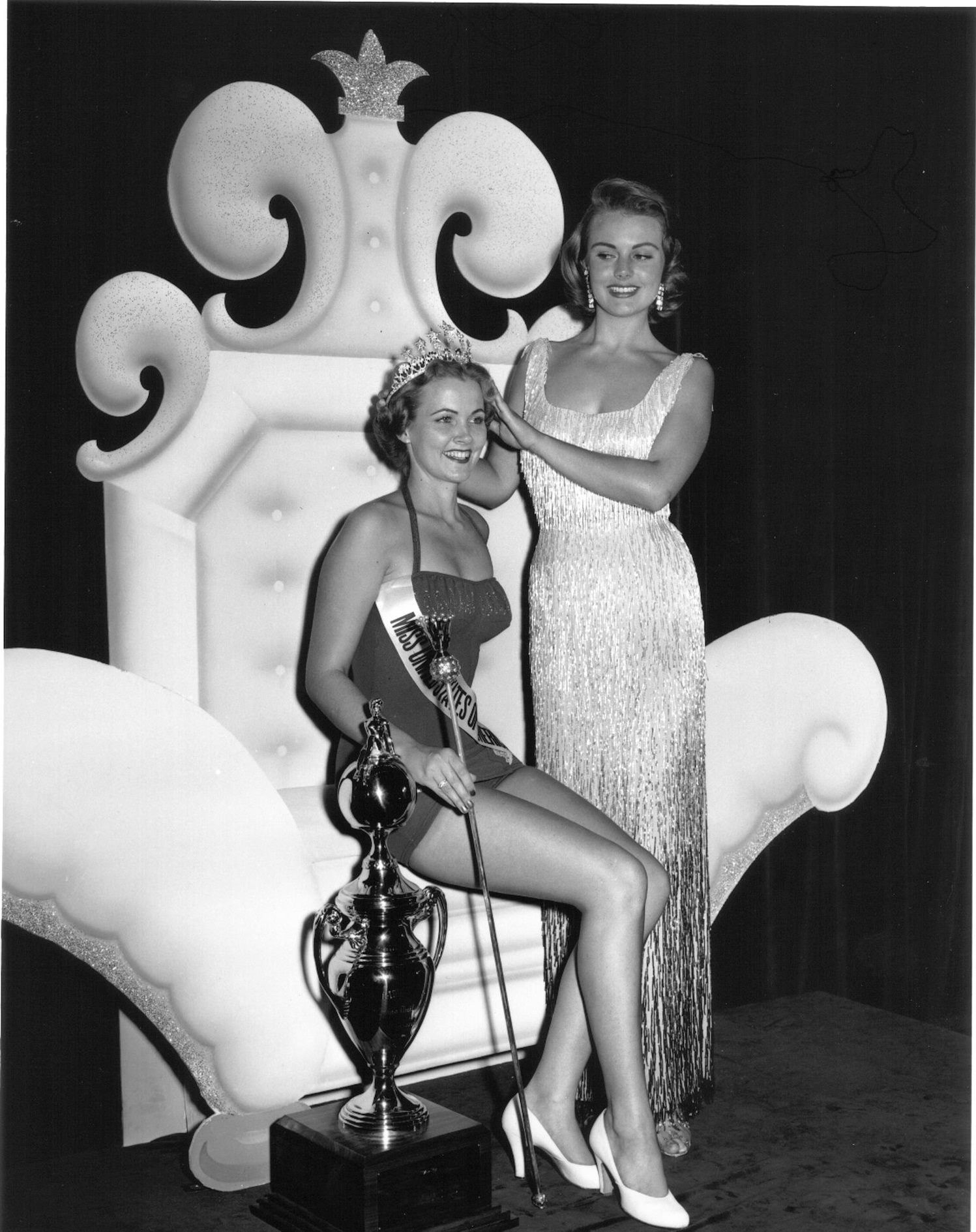
Myrna Hansen e Miriam Stevenson

Carreira como pintora e restauradora
"Durante a faculdade, ela pintou um quadro do Instituto Mount Zion", que ainda estava disponível em 2008, reportou o Columbia Star, que também relatou que ela continuava restaurando porcelanas finas e pintava aquarelas.

#### Carreira na moda
Miriam estudou Moda e muitas vezes desenhou suas próprias. "Um de seus vestidos foi exibido em um museu", reportou o Columbia Star.
Casamento e filhos
Foi na época que trabalhava na WIS TV que ela conheceu Don Upton, que também trabalhava na emissora. Em meio aos preparativos para a boda, em junho de 1956 ela disse ao Charlotte Observer que a perguntou sobre o vestido de noiva e seu enxoval: "eu simplesmente não tenho tempo para fazer compras". Ela era então uma celebridade muito requisitada, ocupada com os ensaios e apresentação na TV e participações em eventos.
Miriam e Don se casaram em 1956 e tiveram dois filhos (ver foto aqui). Ele acabou falecendo no final dos nos 1970 e Stevenson casou-se novamente em 1981, com Duncan Breckenridge Jr, que falece em novembro de 2019.